# Барбарис разноцветоножковый
Барбари́с разноцветоно́жковый, или Барбарис разноно́жковый (лат. Bērberis heteropōda) — кустарник, вид рода Барбарис (Berberis) семейства Барбарисовые (Berberidaceae).

## Распространение и экология
В природе ареал вида охватывает Среднюю Азию (Тянь-Шань, Джунгарский Алатау), Монголию и западные районы Китая.
Произрастает по южным сухим склонам гор в поясе степи, лесов и субальпийской опушки.
Зимостоек, засухоустойчив, жаростоек.

## Ботаническое описание
Кустарник высотой до 2 м. Побеги цилиндрические, гладкие, красноватые или буроватые, позднее серые.
Листья обратнояйцевидные, длиной до 6 см, шириной 3—4 см, к основанию клиновидно-суженные, серо-зелёные, голые, гладкие, тонкокожистые или перепончатые, мелко и неясно пильчатые или цельнокрайные. Колючки простые, реже трёхраздельные, длиной 1—3 см, иногда отсутствуют.
Соцветие — неправильно разветвленная метёлка длиной 2—5 см, состоящая из отдельных зонтиков, с пятью—девятью цветками в каждом из них. Цветки оранжево-жёлтые, диаметром 15 мм. Чашелистики и лепестки обратнояйцвидные. Тычинки вдвое короче лепестков.
Ягоды почти шаровидные, диаметром до 12 мм, синевато-пурпурно-чёрные. В 1 кг 71,4 тыс. семян; 1 тыс. семян весит 14 г.
Цветёт в мае. Плодоносит в сентябре.

## Значение и применение
В культуре в России известен довольно широко.
Декоративный кустарник, отличающийся серо-зелёными листьями с ярко выделяющимися на их фоне цветками и плодами. Применяется для одиночных и групповых посадок.
В коре корней барбариса разноножкового содержится в значительном количестве берберин, а также пальматин, колумбамин, ятроррицин и оксиакантин.
Кора обладает сильным суживающим сосуды действием. Тинктура и декокт вызывают кровоостанавливающий эффект.

## Таксономия
Вид Барбарис разноцветоножковый входит в род Барбарис (Berberis) трибы Барбарисовые (Berberideae) подсемейства Барбарисовые (Berberidoideae) семейства Барбарисовые (Berberidaceae) порядка Лютикоцветные (Ranunculales).
|  |                       |  |                                          |                                          |                           |  | ещё 1 подсемейство (согласно Системе APG II) | ещё 1 подсемейство (согласно Системе APG II) |                                       |  |  |  | ещё 11—14 родов         | ещё 11—14 родов                 |  |  |
|  |                       |  |                                          |                                          |                           |  | ещё 1 подсемейство (согласно Системе APG II) | ещё 1 подсемейство (согласно Системе APG II) |                                       |  |  |  | ещё 11—14 родов         | ещё 11—14 родов                 |  |  |
|  |                       |  |                                          | семейство Барбарисовые                   |                           |  |                                              |                                              | триба Барбарисовые                    |  |  |  |                         | вид Барбарис разноцветоножковый |  |  |
|  |                       |  |                                          | семейство Барбарисовые                   |                           |  |                                              |                                              | триба Барбарисовые                    |  |  |  |                         | вид Барбарис разноцветоножковый |  |  |
|  | порядок Лютикоцветные |  |                                          |                                          | подсемейство Барбарисовые |  |                                              |                                              | род Барбарис                          |  |  |  |                         |                                 |  |  |
|  | порядок Лютикоцветные |  |                                          |                                          |                           |  |                                              |                                              |                                       |  |  |  |                         |                                 |  |  |
|  |                       |  | ещё 9 семейств (согласно Системе APG II) | ещё 9 семейств (согласно Системе APG II) |                           |  |                                              | ещё 1 триба (согласно Системе APG II)        | ещё 1 триба (согласно Системе APG II) |  |  |  | ещё от 450 до 600 видов |                                 |  |  |
|  |                       |  |                                          | ещё 9 семейств (согласно Системе APG II) |                           |  |                                              |                                              | ещё 1 триба (согласно Системе APG II) |  |  |  |                         |                                 |  |  |